# Линдберг, Кристиан
Кристиан Линдберг (швед. Christian Lindberg; род. 15 февраля 1958, Стокгольм) — шведский тромбонист, композитор и дирижёр.

## Биография
Из семьи художников. Учился играть на саксгорне и только в 17 лет взялся за тромбон, подражая известному джазовому тромбонисту Джеку Тигардену. Поступил в Королевскую высшую музыкальную школу в Стокгольме. В 19 лет играл в оркестре Шведской королевской оперы, в двадцать решил быть исключительно солистом. Продолжил учёбу в Великобритании (у Джона Айвсона) и США (у Роджера Бобо).
В 1981 году выиграл Биеннале солистов северных стран. В 1984 году дебютировал с сольным концертом, в том же году записал первый диск (сегодня на его счету более 70).
Как композитор дебютировал в 1997 году, как дирижёр — в 2000 году. В 2009 г. основал и возглавил Арктический филармонический оркестр, базирующийся в городе Тромсё.

## Исполнительский репертуар
Записал произведения и переложения для тромбона композиторов-классиков от Баха и Моцарта до Римского-Корсакова и Сибелиуса, но по преимуществу играет и записывает современную музыку. Стал первым исполнителем свыше 300 пьес для тромбона, свыше 30 из них написаны им самим. Именно линдберговское исполнение «Мотоциклетного концерта» Сандстрёма принесло широкую известность этому сочинению и его автору. Для Линдберга писали Яннис Ксенакис, Арво Пярт, Альфред Шнитке, София Губайдулина, Майкл Найман, Лучано Берио, Тору Такэмицу, Марк-Энтони Тёрнедж и другие мастера.

## Первые исполнения
- Ян Сандстрём — Motor Bike Concerto (1989)
- Янис Ксенакис — Troorkh (1993)
- Тору Такэмицу — Fantasma/Cantos II
- Ян Сандстрём — Don Quijote (1994)
- Арво Пярт — An den Wassern (1996)
- Доминик Малдауни — Trombone Concerto (1996)
- Майкл Найман — Trombone Concerto (1997)
- Лучано Берио — SOLO for Trombone and Orchestra (1999)
- Марк-Энтони Тёрнедж — Yet Another Set To (2005)

## Избранные сочинения
- Arabenne для тромбона и струнных (1997)
- …Ty solen är uppe! для тромбона и мужского хора на слова А.Стриндберга (1999)
- Mandrake in the Corner для тромбона и оркестра (2000)
- Octopus Panda для тромбона и органа (2000)
- Condor Canyon для тромбона и духового квинтета (2000)
- Концерт для духовых инструментов и перкуссии (2003)
- Helikon Wasp для дирижирующего тромбониста и оркестра (2003)
- The World of Montuagretta, концерт для флейты и камерного оркестра (2001—2002) (написан по заказу Шарон Безали)
- Groundhog Mamba для трубы, тромбона и духового квинтета (2003—2004)
- Behac Munroh для трубы, тромбона и оркестра (2004)
- Chickabone Checkout для тромбона и оркестра (2003—2006, написано для Чикагского симфонического оркестра и его бас-тромбониста Чарлза Вернона)
- Of Blood So Red для камерного оркестра (2005—2007)
- Vid Sista Udden для тромбона и смешанного хора (2007)

## Признание
Почетный профессор Королевского музыкального колледжа в Лондоне. Удостоен королём Швеции золотой медали Litteris et Artibus (2004). Исполнительский конкурс имени Линдберга проходит в Валенсии.